# Albarracina
Albarracina là một chi bướm đêm thuộc họ Erebidae.